# Brskut
Brskut (en serbe cyrillique: Брскут) est un village de l'est du Monténégro, dans la municipalité de Podgorica.

## Démographie

### Évolution historique de la population
| 1948 | 1953 | 1961 | 1971 | 1981 | 1991 | 2003 |
| ---- | ---- | ---- | ---- | ---- | ---- | ---- |
| 339  | 298  | 232  | 134  | 104  | 35   | 19   |